# Liste d'ouvrages modernes traduits dans une langue ancienne
Cette page recense les traductions de livres modernes dans une langue ancienne.
Une autre page sera créée spécifiquement pour les traductions en latin.

## Liste
| Langue de traduction | Titre traduit | Titre original | Auteur original                             | Traducteur                     | Éditeur                                                 | Date |
| -------------------- | --- | --- | ------------------------------------------- | ------------------------------ | ------------------------------------------------------- | ---- |
| Sanskrit             | कनीयान् राजकुमारः (Kanīyān Rājakumāraḥ, Kaniyaan RaajakumaaraH)                                                                           | Le Petit prince | Antoine de Saint-Exupéry                    | Dr. Gopabandhu Mishra          | Samskrita Bharati (Goa, 2013), Edition Tintenfaß (2016) | 2013 |
| Grec ancien          | Ἅρειος Ποτὴρ καὶ ἡ τοῦ φιλοσόφου λίθος                                                                                             | Harry Potter à l'école des sorciers                                                                                 | J. K. Rowling                               | Andrew Wilson                  | Bloomsbury                                              | 2004 |
| Grec ancien          | Οι χαρακτήρες του Δον Καμίλο και του Σέρλοκ Χολμς ... στα Αρχαία Ελληνικά / Don Camillo and Sherlock Holmes ... in Classical Greek | Une enquête de Sherlock Holmes ("The Case of the Three Students") et une histoire de Don Camillo ("The Procession") | Sir Arthur Conan Doyle + Giovanni Guareschi | Dr. Juan Coderch               | Methexis                                                | 2011 |
| Gotique              | Balþos Gadedeis Aþalhaidais in Sildaleikalanda                                                                                     | Alice au pays des merveilles                                                                                        | Lewis Carroll                               | David Alexander Carlton        | Evertype                                                | 2015 |
| Vieil anglais        | Æðelgýðe Ellendǽda on Wundorlande                                                                                                  | Alice au pays des merveilles                                                                                        | Lewis Carroll                               | Peter S. Baker                 | Evertype                                                | 2015 |
| Vieil anglais        | Be þam lytlan æþelinge | Le Petit prince | Antoine de Saint-Exupéry                    | Fritz Kemmler                  | Edition Tintenfaß                                       | 2010 |
| Vieux haut allemand  | Dher luzzilfuristo | Le Petit prince | Antoine de Saint-Exupéry                    | Regine Froschauer              | Edition Tintenfaß                                       | 2009 |
| bas allemand         | Harry Potter un de Wunnersteen | Harry Potter à l'école des sorciers                                                                                 | J. K. Rowling                               | Hartmut Cyriaks ; Peter Nissen | Verlag Michael Jung                                     | 2002 |
| bas allemand         | Harry Potter un de grulig Kamer | Harry Potter et la Chambre des secrets                                                                              | J. K. Rowling                               |                                | Verlag Michael Jung                                     | 2002 |
| Moyen anglais        | The Aventures of Alys in Wondyr Lond                                                                                               | Alice au pays des merveilles                                                                                        | Lewis Carroll                               | Brian S. Lee                   | Evertype                                                | 2013 |
| Moyen anglais        | The litel prynce | Le Petit prince | Antoine de Saint-Exupéry                    | Walter Sauer                   | Edition Tintenfaß                                       | 2008 |
| Moyen haut allemand  | Daz prinzelîn | Le Petit prince | Antoine de Saint-Exupéry                    | Helmut Birkhan                 | Edition Tintenfaß                                       | 2008 |